# Corticaria lineatoserrata
Corticaria lineatoserrata es una especie de coleóptero (insecto del orden Coleoptera) de la familia Latridiidae, descubierta en 1976 por Johnston.

## Distribución geográfica
Se encuentra en Nepal.